# 3 v.Chr.
Het jaar 3 v.Chr. is een jaartal volgens de christelijke jaartelling.

## Gebeurtenissen

### Europa
- Koning Marbod van de Marcomannen smeedt in het gebied van het huidige Bohemen, een Germaans stammenverbond met o.a. de Hermunduren, Longobarden, Semnonen en Vandalen.
- Lucius Domitius Ahenobarbus wordt opperbevelhebber van het Romeinse leger in Germanië. Hij steekt de Elbe over en laat bruggen (pontes longi) bouwen tussen de Rijn en de Eems.

## Geboren
- 24 december - Servius Sulpicius Galba, keizer van het Romeinse Keizerrijk (overleden 69)
- Thusnelda, vrouw van de Germaanse veldheer Arminius